# 恵安県
恵安県（けいあん-けん）は中華人民共和国福建省に位置する省直轄の県であり、しばらくの間、泉州市の代理管轄下に置かれている。

## 歴史
新石器時代には、すでに現在の恵安県の地域に古代人類の活動があったとされている。981年（太平興国6年）、北宋により晋江県東部に、「民を恵み安んずる」という意味に由来し、新たに恵安県が設置される。
熙寧3年（1070年）、王安石の新法の一つである保甲法が施行され、県全体が34の「都」に分けられた。咸淳7年（1271年）には、恵安は泉州路に属した。元の元貞元年（1295年）には、県全体が4つの「郷」に再編され、東は文質郷、南は行満郷、北は忠恕郷、西は信義郷となり、その後も18の里、34の都の体制が続いた。
明代の嘉靖43年（1564年）には、県全体が30の都に統合され、各都に10の「甲」が設置された。清の康熙2年（1663年）には、甲班制度が廃止され、34都は68の「舗」に改編された。
1853年から1855年にかけて林杯と邱二娘が現在の泉港区にあたる恵安県北部で反清暴動を起こし、一時的に恵安県城を攻撃した。
1930年9月には、中国共産党泉州特別委員会と恵安県委員会が「恵安暴動」を起こした。
1949年8月23日、中国共産党の閩中系統の恵安人民ゲリラ隊と、閩南系統の恵安武装工作隊が、国民党政権が恵安県政府を撤退させたとの情報を受け、恵安に進駐して県城を接収した。8月28日には、中国人民解放軍第87師の師団司令部が恵安に進駐した。

## 行政区画
下部に15鎮、1民族郷を管轄する。
- 鎮
  - 螺城鎮、螺陽鎮、黄塘鎮、紫山鎮、洛陽鎮、東園鎮、張坂鎮、崇武鎮、山霞鎮、塗寨鎮、東嶺鎮、東橋鎮、浄峰鎮、小岞鎮、輞川鎮
- 民族郷
  - 百崎回族郷

2010年6月1日、洛陽鎮、東園鎮、張坂鎮、百崎回族郷及び、恵南工業区が泉州台商投資区の管轄に編入されたが、名目上は依然として恵安県に属している。

## 言語
主に閩語の閩南語が話され、泉州の市街地に近い発音である。

## 経済
良質の花崗岩が取れる恵安県は古くから「石彫之郷」と呼ばれ、県内には、崇武鎮を中心に多くの石材、彫刻メーカーが集中しており、日本、欧米などにも多くの製品を輸出している。特に地理的に近い日本へは、墓石、石像、石材などの輸出が盛んである。
他には、繊維工業などの軽工業、タチウオ、コウイカ、ウナギなどの漁業、水産加工業、リュウガン、油柑などの果樹、サトウキビ、落花生などの農業が盛ん。

## 交通

### 鉄道
- 中国国家鉄路集団
  - 福廈旅客専用線（中国語版）
    - 泉州東駅

  - 福廈線
    - 恵安駅

### 道路
- 高速道路
  -  瀋海高速道路
  -  泉州環状高速道路（中国語版）
- 国道
  - G228国道
  - G324国道